# فینال‌های ان‌بی‌ای ۱۹۶۰
سری فینال‌های قهرمانی جهان ان‌بی‌ای ۱۹۶۰ دور قهرمانی اتحادیهٔ ملی بسکتبال در فصل ۶۰–۱۹۵۹ می‌باشد. تیم‌های بوستون سلتیکس با قهرمانی در بخش شرق و سنت لوئیس با قهرمانی در بخش غرب به این دیدار رسیدند و در یک سری بهترین از هفت به مصاف هم رفتند. بوستون برای چهارمین مرتبه به فینال‌های ان‌بی‌ای رسیده بود و سنت لوئیس نیز سومین حضور خود در این مرحله را تجربه می‌کرد. بوستون با برد ۴–۳ برابر هاوکس به پیروزی رسید. بیل راسل، باب کوزی، تام هاینسن، بیل شرمن، فرانک رمزی، سام جونز، کی. سی. جونز، مربی رد آورباخ، باب پتیت، کلیف هاگین، اسلاتر مارتین، کلاید لاولت، و مربی الکس هنم از اعضای تالار مشاهیر بسکتبال هستند که در این رقابت در قالب دو تیم حضور داشتند.
این آخرین باری بود که فینال‌های NBA در ماه مارس برگزار می‌شد.

## خلاصه سری
| بازی                 | تاریخ            | تیم میزبان      | امتیاز        | تیم مهمان       |
| -------------------- | ---------------- | --------------- | ------------- | --------------- |
| بازی ۱ در بوستون.    | یکشنبه. ۲۷ مارس  | بوستون سلتیکس   | ۱۴۰–۱۲۲ (۱–۰) | سنت لوئیس هاوکس |
| بازی ۲ در بوستون.    | سه‌شنبه. ۲۹ مارس  | بوستون سلتیکس   | ۱۰۳–۱۱۳ (۱–۱) | سنت لوئیس هاوکس |
| بازی ۳ در سنت لوئیس. | سه‌شنبه. ۲ آوریل  | سنت لوئیس هاوکس | ۸۶–۱۰۲ (۱–۲)  | بوستون سلتیکس   |
| بازی ۴ در سنت لوئیس. | یکشنبه. ۳ آوریل  | سنت لوئیس هاوکس | ۱۰۶–۹۶ (۲–۲)  | بوستون سلتیکس   |
| بازی ۵ در بوستون.    | سه‌شنبه. ۵ آوریل  | بوستون سلتیکس   | ۱۲۷–۱۰۲ (۳–۲) | سنت لوئیس هاوکس |
| بازی ۶ در سنت لوئیس. | پنج‌شنبه. ۷ آوریل | سنت لوئیس هاوکس | ۱۰۵–۱۰۲ (۳–۳) | بوستون سلتیکس   |
| بازی ۷ در بوستون.    | سه‌شنبه. ۹ آوریل  | بوستون سلتیکس   | ۱۲۲–۱۰۳ (۴–۳) | سنت لوئیس هاوکس |

بوستون سلتیکس برندهٔ سری ۴–۳

### بازی ۱
| ۲۷ |

| Rapport |

| سنت لوئیس هاوکس ۱۲۲, بوستون سلتیکس ۱۴۰         |  |                         |
| امتیاز بر پایه وقت: ۲۵-۳۰, ۲۶-۴۶, ۳۴-۳۸, ۳۷-۲۶ |  |                         |
| امتیاز: Cliff Hagan ۲۵                         |  | امتیاز: Tom Heinsohn ۲۴ |
| بوستون پیشتاز سری ۱ بر ۰                       |  |                         |

### بازی ۲
| ۲۹ |

| Rapport |

| سنت لوئیس هاوکس ۱۱۳, بوستون سلتیکس ۱۰۳         |  |                         |
| امتیاز بر پایه وقت: ۲۵-۲۱, ۲۴-۳۵, ۳۴-۲۳, ۳۰-۲۴ |  |                         |
| امتیاز: باب پتیت ۳۵                            |  | امتیاز: Bill Sharman ۳۰ |
| سری برابر ۱ بر ۱                               |  |                         |

### بازی ۳
| ۲ |

| Rapport |

| بوستون سلتیکس ۱۰۲, سنت لوئیس هاوکس ۸۶          |  |                                            |
| امتیاز بر پایه وقت: ۳۱-۳۲, ۲۳–۲۳, ۲۳-۱۷, ۲۵-۱۴ |  |                                            |
| امتیاز: Tom Heinsohn ۳۰ ریباند: بیل راسل ۱۹    |  | امتیاز: Cliff Hagan ۱۶ ریباند: باب پتیت ۱۸ |
| بوستون پیشتاز سری ۲ بر ۱                       |  |                                            |

### بازی ۴
| ۳ |

| Rapport |

| بوستون سلتیکس ۹۶, سنت لوئیس هاوکس ۱۰۶          |  |                                            |
| امتیاز بر پایه وقت: ۱۸-۲۸, ۲۱-۲۲, ۲۴-۳۱, ۳۳-۲۵ |  |                                            |
| امتیاز: Sharman, Ramsey ۲۰ ریباند: بیل راسل ۱۹ |  | امتیاز: باب پتیت ۳۲ ریباند: Cliff Hagan ۱۶ |
| سری برابر ۲ بر ۲                               |  |                                            |

### بازی ۵
| ۵ |

| Rapport |

| سنت لوئیس هاوکس ۱۰۲, بوستون سلتیکس ۱۲۷         |  |                                             |
| امتیاز بر پایه وقت: ۲۶-۳۴, ۲۷-۳۱, ۲۵-۳۰, ۲۴-۳۲ |  |                                             |
| امتیاز: Cliff Hagan ۲۸ ریباند: Cliff Hagan ۱۲  |  | امتیاز: Tom Heinsohn ۳۴ ریباند: بیل راسل ۲۶ |
| بوستون پیشتاز سری ۳ بر ۲                       |  |                                             |

### بازی ۶
| ۷ |

| Rapport |

| بوستون سلتیکس ۱۰۲, سنت لوئیس هاوکس ۱۰۵         |  |                                               |
| امتیاز بر پایه وقت: ۱۶-۲۴, ۳۶-۳۰, ۱۲-۳۶, ۳۸-۱۵ |  |                                               |
| امتیاز: بیل راسل ۱۷ ریباند: بیل راسل ۱۶        |  | امتیاز: Cliff Hagan ۳۶ ریباند: کلاید لاولت ۱۵ |
| سری برابر ۳ بر ۳                               |  |                                               |

### بازی ۷
| ۹ |

| Rapport |

| سنت لوئیس هاوکس ۱۰۳, بوستون سلتیکس ۱۲۲         |  |                                             |
| امتیاز بر پایه وقت: ۳۰-۲۹, ۲۳-۴۱, ۲۵-۲۶, ۲۵-۲۶ |  |                                             |
| امتیاز: باب پتیت ۲۲ ریباند: باب پتیت ۱۴        |  | امتیاز: Tom Heinsohn ۲۲ ریباند: بیل راسل ۳۵ |
| بوستون برندهٔ سری ۴–۳ و قهرمان ان‌بی‌ای ۱۹۶۰.     |  |                                             |